# Hexatoma variegata
Hexatoma variegata är en tvåvingeart som beskrevs av Alexander 1936. Hexatoma variegata ingår i släktet Hexatoma och familjen småharkrankar. Inga underarter finns listade i Catalogue of Life.